# Cantó de Belfort-Sud
El cantó de Belfort-Sud és un cantó francès del departament del Territori de Belfort, situat al districte de Belfort. Compta amb part del municipi de Belfort.

## Municipis
- Belfort

## Història
| Data d'elecció                           | Identitat                | Partit          | Qualitat |
| ---------------------------------------- | ------------------------ | --------------- | -------- |
| 1982-2008                                | Gilberte Marin-Moskovitz | PS, després MDC |          |
| 2008-                                    | Samia Jaber              | MRC, després PS |          |
| les dades anteriors no són pas conegudes |                          |                 |          |
|                                          |                          |                 |          |